# Contea di Humboldt (Iowa)
La contea di Humboldt (in inglese Humboldt County) è una contea dello Stato dell'Iowa, negli Stati Uniti. La popolazione al censimento del 2000 era di 10 381 abitanti. Il capoluogo di contea è Dakota City.